# Like a Virgin
Like a Virgin es el segundo álbum de estudio de la cantante estadounidense Madonna, publicado el 12 de noviembre de 1984 por la compañía Sire Records. Luego del lanzamiento de su álbum debut, Madonna quería consolidar su futuro en la industria musical basándose en el éxito obtenido con su primer disco. Para ello, tomó la decisión de convertirse en una de las productoras del proyecto, pero los ejecutivos de Warner Bros. no estuvieron de acuerdo en otorgarle la libertad creativa que ella deseaba. Finalmente se eligió a Nile Rodgers como el principal productor del disco, gracias al trabajo que llevó a cabo junto con David Bowie. En 1985, se lanzó una versión internacional que incluyó «Into the Groove» como pista adicional; en 2001, Warner Bros. Records publicó una versión remasterizada con dos remezclas adicionales.
El álbum fue grabado en el Power Station Studio en Nueva York durante un breve período. Rodgers contrató a sus antiguos compañeros de Chic: Bernard Edwards, bajista, y Tony Thompson, batería; ambos colaboraron en varias pistas. Además, Rodgers aceptó ser el guitarrista, luego de que Edwards lo solicitara como requisito para trabajar en el proyecto. Jason Corsaro, el ingeniero de audio, lo persuadió a utilizar la grabación digital, una técnica recién implementada en aquel entonces. Steven Meisel tomó las fotografías y diseñó la portada. Madonna quería que el título y la portada hicieran un vínculo provocativo entre su propio nombre religioso, Madonna —el título católico para la Virgen María—, y el concepto cristiano de la Inmaculada Concepción. Junto con Rodgers, también colaboró con su antigua pareja Stephen Bray, con quien compuso varias canciones. La música está orientada hacia el dance pop, pero algunas melodías también incorporan elementos del new wave.
Luego de su publicación, Like a Virgin obtuvo críticas positivas de la prensa, aunque al principio varios menospreciaron el impacto y alcance tanto del disco como de su intérprete en la industria musical. Adquirió tanto éxito que se convirtió en su primer álbum en llegar al número uno en el Billboard 200, además de ocupar la cima de las listas en Alemania, Italia, Países Bajos, Nueva Zelanda, España y Reino Unido. La Recording Industry Association of America (RIAA) lo certificó con un disco de diamante por distribuir más de diez millones de copias en Estados Unidos. En el mundo, vendió entre 21 a 25 millones de ejemplares, por lo que llegó a convertirse en uno de los álbumes más vendidos de la historia.
Se publicaron cinco sencillos, de los cuales «Like a Virgin», «Material Girl» e «Into the Groove» se convirtieron en éxitos mundiales. Para promocionar el álbum, Madonna se embarcó en una gira a la que bautizó como The Virgin Tour, con espectáculos realizados en Estados Unidos y uno en Canadá. Like a Virgin adquirió gran importancia como artefacto cultural de los años 1980, ya que con los éxitos cosechados demostró que no se trataba de una one-hit wonder, sino de una artista polifacética capaz de cimentar su carrera en el mundo musical. Sus canciones se convirtieron en el blanco de las críticas por parte de los conservadores así como de imitación por parte del público juvenil femenino, especialmente «Material Girl» y «Like a Virgin». Según el periodista y biógrafo J. Randy Taraborrelli, «cada artista importante tiene al menos un álbum en su carrera cuyo éxito crítico y comercial se vuelve el momento mágico del artista; para Madonna, Like a Virgin fue ese momento decisivo».

## Antecedentes

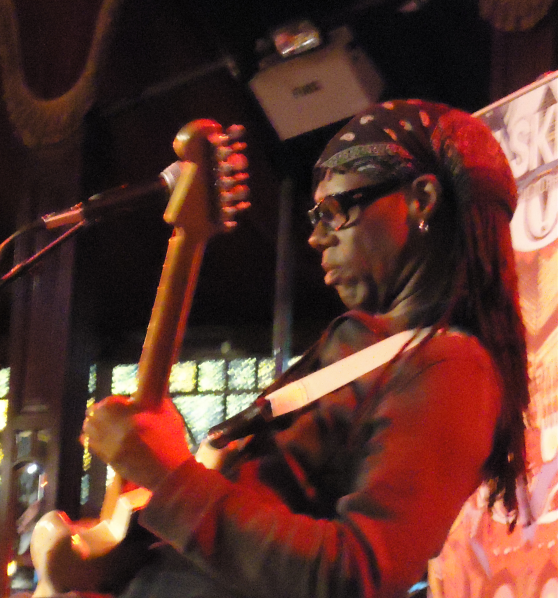
Nile Rodgers (fotografía) fue elegido como el principal productor del álbum por su trabajo con David Bowie

Como bailarina y figura importante de la escena nocturna de Nueva York, Madonna Louise Ciccone se volvió conocida simplemente como Madonna, gracias al lanzamiento de su álbum debut homónimo, de 1983. Cargado de éxitos como «Holiday», «Borderline» y «Lucky Star», el disco fue uno de los más vendidos del año, hecho que la impulsó a convertirse en uno de los nuevos artistas más prometedores de la década de los años 1980. Cuando comenzó a trabajar en su segundo álbum, sintió que su proyecto anterior la había ayudado a presentar su personaje de «reina del baile callejero», y quería consolidar y basar su imagen a partir de dicho concepto. Afirmó: «Mi trabajo, mi dedicación—la terquedad para que Madonna se publicara— rindió sus frutos. Es hora de consolidar mi futuro».
Para la producción de Like a Virgin, intentó convertirse en uno de los productores principales del disco, por la necesidad que sentía de controlar varios aspectos de su música. Creía que depender de un productor en particular para las sesiones de grabación era algo que no podría manejar. Al respecto, dijo: «Aprendí la lección al crear mi primer álbum, y la forma en la que Lucas me abandonó con el proyecto, no puedes confiar en los hombres» — refiriéndose al hecho de que, por diferencias creativas, el productor Reggie Lucas dejó el estudio y el proyecto en la mitad de las grabaciones. Sin embargo, los directivos de Warner Bros. Records no se encontraban preparados para otorgarle la libertad artística que ella demandaba. En su biografía escrita por J. Randy Taraborrelli, comentó:

Warner Bros. Records es una jerarquía de hombres viejos y de ambiente chovinista para trabajar, porque me tratan como a una «pequeña chica sexy». Tenía que demostrarles que estaban equivocados, lo que significaba no solo convencerme a mí misma y a mis seguidores, sino convencer también a mi discográfica. Eso es algo que pasa cuando eres una chica. No le pasaría a Prince o a Michael Jackson. Tuve que hacerlo todo por mi cuenta y fue difícil tratar de convencer a la gente de que merecía que me hiciesen un contrato para grabar un disco. Después de todo, tenía el mismo problema al intentar convencer a la compañía discográfica de que tenía más que ofrecer y no que únicamente era una cantante de un solo éxito. Tenía que ganar esta batalla.

En última instancia, Madonna eligió a Nile Rodgers como productor de su álbum, con la aprobación de los ejecutivos de Warner Brothers, debido a los trabajos realizados por Nile como miembro de la banda de música disco de los años 1970 Chic, y por su más reciente trabajo de producción en Let's Dance de David Bowie. Posteriormente, Madonna comentó:

Cuando estaba grabando el disco, estaba tan emocionada y contenta por trabajar con Nile Rodgers. Idolatraba a Nile por todo lo que había hecho en Chic. No podía creer que la compañía discográfica me había dado el dinero para poder trabajar con él.

Por su parte, Rodgers recordó que había visto por primera vez a Madonna actuando en un pequeño club nocturno en Nueva York en 1983. En una entrevista con la revista Time, explicó:

Fui al club para ver a otra mujer cantar, pero cuando llegué Madonna estaba en el escenario. Me gustó su presencia escénica y después nos conocimos. Me mantuve pensando «¡Rayos!, es una estrella», pero no lo era en esa época. Siempre quise trabajar con ella y Like a Virgin parecía la oportunidad perfecta.

## Grabación
El álbum se grabó en el Power Station Studio en Nueva York, en tan solo un par de semanas. Rodgers solicitó ayuda a sus antiguos compañeros de Chic: Bernard Edwards, bajista, y Tony Thompson, batería, quienes colaboraron en varias pistas. Además, Rodgers aceptó ser el guitarrista luego de que Edwards lo solicitara como condición para colaborar en el proyecto. Las sesiones de grabación comenzaban por la tarde, pues Rodgers, quien asistía a fiestas que duraban hasta altas horas de la madrugada, no estaba acostumbrado a trabajar por las mañanas. El horario fue difícil para Madonna, quien recuerda que solía «ir al club de natación en el Upper West Side para nadar y caminar desde ahí hacia el estudio. Era imposible para mí llegar por la mañana». Rodgers afirmó que la cantante era una gran trabajadora e increíblemente tenaz:

Siempre estuve maravillado por el increíble juicio de Madonna en lo que se refiere a canciones pop. Nunca vi a nadie hacerlo mejor, y es la verdad. Cuando hicimos ese álbum era la unión perfecta, y lo supe desde el primer día que estuvimos en el estudio. Hombre, lo que había entre nosotros, era sexual, era apasionado, era creativo... era pop.

Jason Corsaro, el ingeniero de sonido, persuadió a Rodgers de utilizar la grabación digital, una técnica nueva para la época y que Corsaro pensaba que sería el futuro de las grabaciones musicales. Para asegurarse, Corsaro utilizó una cinta digital Sony 3324 de 24 pistas y un adaptador Sony F1 de dos pistas durante la mezcla. Madonna grabó la voz principal de sus canciones detrás del estudio C, en un pequeño cuarto para piano hecho de madera, también conocido como el «salón R&B de Power Station». Posteriormente, Corsaro puso un panel para aislar el sonido a su alrededor, mientras utilizó la parte superior de un micrófono estéreo AKG C24, con un previo de micrófono Schoeps y un ecualizador Pultec. Una vez que los temas contaban con la aprobación de todo el personal, Robert Sabino añadía los teclados, en su mayor parte con un sintetizador Prophet-5, así como un piano Rhodes y un piano acústico, mientras que Rodgers utilizó un synclavier. Madonna, aunque no se la necesitaba, estuvo presente en cada minuto de las sesiones de grabación y el proceso de mezclado; Corsaro mencionó: «Nile estuvo ahí la mayor parte del tiempo, pero ella estuvo ahí todo el tiempo. Nunca se fue».

## Portada y título

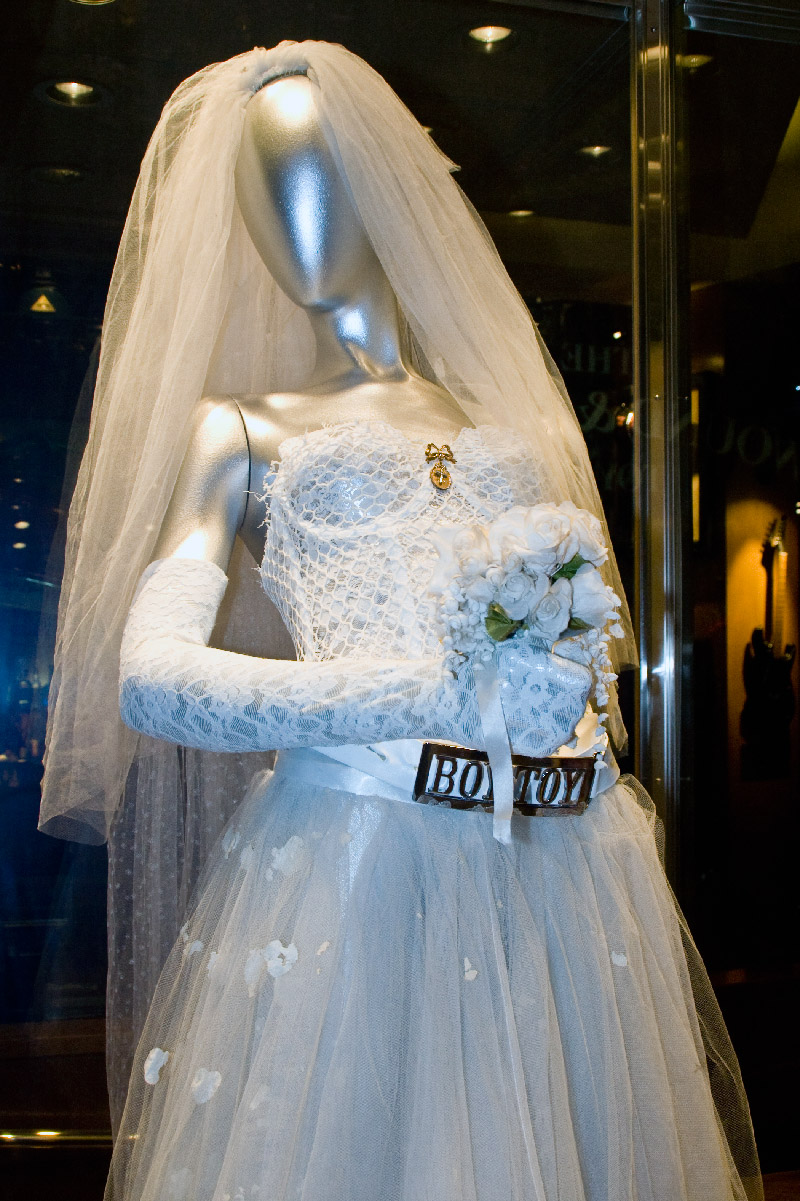
El vestido de novia que Madonna usó para la portada del álbum, con la famosa hebilla de Boy Toy

La sesión de fotos para la portada del álbum fue dirigida por Steven Meisel, quien se convertiría en un colaborador habitual de Madonna, y tuvieron lugar en una habitación del Hotel St. Regis. La intérprete quería que el título del álbum hiciera un vínculo provocativo entre su propio nombre religioso —Madonna es el título que los católicos usaban para referirse a la Virgen María— y el concepto cristiano de la Inmaculada Concepción. Como la canción homónima aludía a este concepto, quería que la portada también demostrara estos mensajes mezclados. Graham Thompson describió la portada así: «Reclinada en una sábana de satina, con un ramo de flores en su regazo y usando un vestido de novia, una inspección más cercana revela que la imagen de Madonna es altamente fetichista y sexual». Añadió que todo el maquillaje, los labios fruncidos y el cabello despeinado, junto con el busto ajustado y los guantes largos, hicieron que Madonna se convirtiera no en una figura de virtud, sino de deseo. Según Thompson, este punto está aún más enfatizado por el cinturón, donde en la hebilla se aprecia la frase Boy Toy —en español: «Juguete de hombre»—. Añadió: «La imagen era ambigua y se basó en el hecho de que el atractivo de Madonna en ese punto de su carrera no era presentarse como un objeto de deseo, sino como una mujer deseable». Erlewine comentó que la portada «fue tanto la clave de su reinvención como la música en sí misma».
En su libro Pasen y Vean: Estudios Culturales, Isabel Clúa y Paulina Pitarch dijeron que el título hacía referencia a «la blancura de la virgen y la identificación con estereotipos determinados de mujer, como la esposa amantísima y la primera dama (in)corrupta». Sobre la portada, opinaron que «el escenario, el rostro, la postura, el juego de sombras y el traje de novia resultan muy elocuentes y aluden a lo oscuro y a lo siniestro». El escritor colombiano Manolo Bellon, en su libro El ABC del Rock, sostuvo que en la portada «Madonna encarna por primera vez un personaje: proyecta la imagen de una virgen; con ganas de no serlo». Similarmente, el autor italiano Francesco Falconi dijo que era «el evidente emblema de una [Madonna] virgen que juega a hacerse la puta, con guiños al sexo y a lo profano». William McKeen, autor de Rock and roll is here to stay: an anthology, sintió que su imagen fue otro impulso y testimonio del hecho de que Madonna tenía la última palabra en cuanto a la moda para mujeres y jóvenes en aquella época, el epítome de la genialidad. Por su parte, la diseñadora Arianne Phillips comentó sobre su estilo: «Este fue uno de los momentos más impactantes, liberadores e influyentes en la historia de la cultura y moda pop... La moda nunca volvió a ser la misma». Madonna declaró:

Siempre me encantó jugar al gato y al ratón con los estereotipos convencionales. La portada de mi disco Like a Virgin es un ejemplo clásico. La gente pensaba ¿quién pretende ser, la Virgen María o la prostituta? Estos eran los dos extremos de la imagen de la mujer que había conocido vívidamente y que recordaba de la niñez, y quería jugar con ellas. Quería ver si las podía unir, a la Virgen María y a la prostituta en una sola. La fotografía fue una declaración de independencia, si quieres ser una virgen, de acuerdo. Pero si quieres ser una prostituta, tienes el jodido derecho a serlo.

## Composición
Según Taraborrelli, «la energía colectiva de Madonna y Rodgers —ella quería lanzar un segundo disco exitoso y él quería ser el productor en dárselo— condujo la producción de Like a Virgin con gran precisión». Madonna también colaboró con su antiguo novio de Detroit, Stephen Bray, quien coescribió varias de las canciones del álbum. En una reflexión sobre la composición de la música para el disco, Bray señaló: «Siempre he tenido listas la caja torácica y el esqueleto de las canciones de antemano... ella les da los últimos retoques, como las cejas y el corte de pelo». La pista que abre el álbum, «Material Girl», fue compuesta por Peter Brown y Robert Rans. Madonna explicó que el concepto del tema era similar a la situación de su vida en aquel entonces; según la cantante, era provocativo y eso le gustaba. «Material Girl» incorpora elementos de la música new wave y presenta numerosos arreglos de sintetizadores, además de una voz robótica que repite el estribillo. La letra habla del materialismo y sobre una vida de riqueza y despreocupación, en contraposición al romance y las relaciones. Madonna y Steve Bray compusieron el segundo tema del disco, «Angel», que posee un hook ascendente de tres acordes, presentes en las estrofas y en el estribillo. Contiene armonías vocálicas que acompañan el estribillo principal y la letra reitera la imagen angelical del salvador de Madonna. El tema que da título al álbum es «Like a Virgin», compuesto por Billy Steinberg y Tom Kelly. Steinberg comentó que la canción se basó en sus experiencias personales con el amor. Michael Ostin, de Warner Bros. Records, fue quien la eligió para Madonna, tras escuchar una maqueta cantada por Kelly. Sin embargo, Rodgers consideró al principio que no tenía un hook adecuado y no pensaba que fuera apropiado para Madonna, pero cambió de opinión cuando le comenzó a parecer pegadizo. Rodgers consideró que fue Madonna quien encontró el potencial del tema y comentó al respecto: «Le ofrecí mis disculpas [...] y le dije: “Sabes, si es tan pegadiza que la tuve en mi cabeza por cuatro días, por algo debe ser. Así que hagámoslo”». Finalmente, grabaron la canción. En el aspecto musical, pertenece al género dance y posee dos hooks. Madonna canta en un registro agudo y se puede escuchar un arreglo de batería constantemente, además de líneas de bajo. Según el autor Rikky Rooksby, la letra es ambigua y consiste en indirectas e insinuaciones, por lo que fue objeto de diversas interpretaciones en cuanto a su contenido sexual.
En «Over and Over», Madonna habla sobre la determinación y superar las decepciones. Cuenta con una instrumentación de tambores, sintetizadores y una progresión de tres acordes. Un momento emocional sucedió en el estudio de grabación cuando Madonna versionó la canción de Rose Royce de 1978, «Love Don't Live Here Anymore». Rodgers declaró:

Madonna nunca antes había cantado con una orquesta en vivo. Estuve muchísimo [tiempo] haciendo todo en vivo, así que dije, «Madonna, sal allí, canta y te seguiremos». Al principio estaba vacilante, pero al final los arreglos produjeron resultados memorables. Cantó, fue superada por las emociones y empezó a llorar, pero lo dejé en la grabación final.

La canción inicia con el sonido de guitarras acústicas y cuerdas sintetizadas; su voz suena aguda y elude la resonancia profunda del tema. Luego del primer verso, Tony Thompson empieza a tocar la batería que avanza hacia el ritmo de la canción. Por el final, canta las líneas similar a una cantante de soul y termina con un grito de aliento.

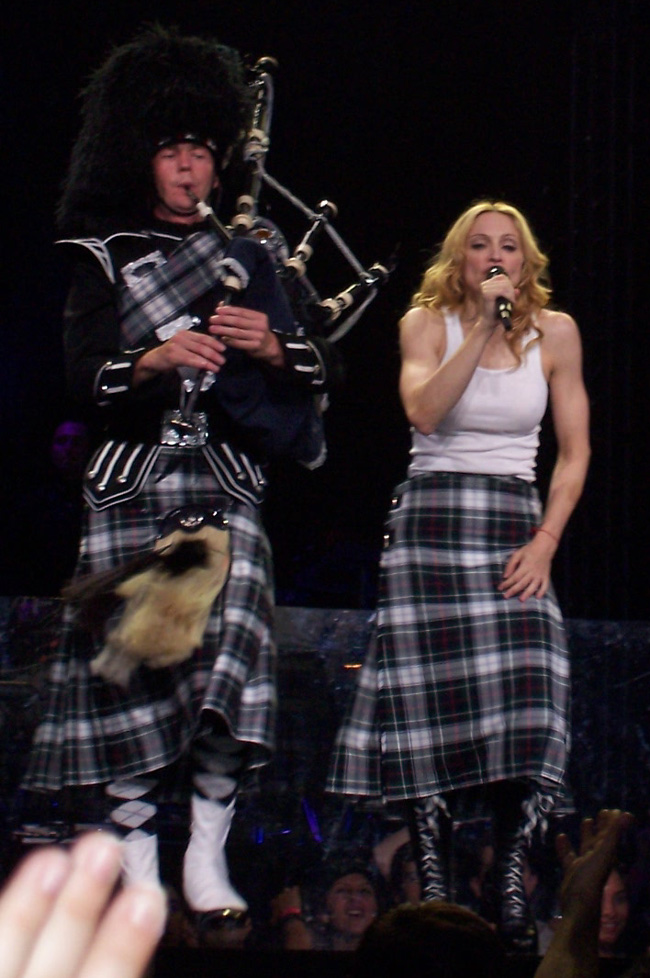
Madonna interpretando «Into the Groove» durante un concierto de la gira Re-Invention World Tour de 2004. La inspiración principal detrás de la canción fue la pista de baile

«Into the Groove» es la sexta pista en la edición del álbum que se volvió a lanzar en Europa en 1985; no formó parte de las primeras ediciones y nunca ha sido incluida en ningún lanzamiento estadounidense de Like a Virgin. La inspiración de Madonna detrás de la canción fue la pista de baile y la compuso mientras observaba a un apuesto puertorriqueño a través de su balcón. Inicialmente compuesta para su amigo, el DJ Mark Kamins, Madonna decidió incluirla más tarde en la banda sonora de su película Desperately Seeking Susan (1985). A diferencia del resto de las canciones del disco, el tema se grabó en los estudios Sigma Sound, y fue producida por Madonna y Steve Bray. La bailarina Erika Belle, amiga de la cantante, estuvo presente durante la grabación y vio todo el proceso. En la biografía Madonna, del autor Andrew Morton, Belle notó que en cierto punto de la grabación, Bray tuvo dificultades con el puente, porque la melodía que se le había ocurrido no sincronizaba con el resto de la composición. Sin dejarse preocupar por estas dificultades, Madonna se puso al micrófono y cantó la frase Live out your fantasy here with me —en español: «Vive tu fantasía aquí conmigo»—. El problema de Bray quedó resuelto; Belle recordó la experiencia así: «[La canción] parecía salir de ella, me quedé impresionada». El tema consiste de instrumentación de tambores, percusiones, congas y silbatos. La voz de Madonna está sobregrabada en el estribillo. La letra es simple y está compuesta como una invitación a bailar con la cantante, con insinuaciones sexuales y matices de doble sentido.
«Dress You Up» fue el último tema en ser incluido en el álbum. Al principio, el productor Nile Rodgers había solicitado a las compositoras Andrea LaRusso y Peggy Stanziale una canción de estilo chic para Madonna. No obstante, la composición les llevó un tiempo, puesto que ambas estaban ocupadas con otros proyectos. Cuando entregaron la letra, Rodgers la rechazó porque no había tiempo para componer una melodía y grabarla para el álbum. Pero a Madonna le gustó y convenció al productor de incluirla. La letra es una metáfora de moda y sexo; Madonna canta sobre ropa que le gustaría poner a su hombre para poder acariciar su cuerpo con sus manos. La siguiente pista, «Shoo-Bee-Doo», contiene un homenaje a la música Motown. Iniciando con una introducción lenta, pertenece al género doo wop y se asemeja a las canciones de los grupos de chicas de principios de los años 1960 como The Shirelles y The Crystals. Lenny Pickett tocó el break de saxofón, mientras que las letras tratan sobre los problemas de pareja, y se articulan como si fuesen clichés del método musical conocido como coda. «Pretender» comienza con el estribillo y luego pasa al verso; habla de la seducción y la inseguridad que siente una mujer cuando las cosas suceden demasiado rápido para ella y su pareja. La última pista del álbum, «Stay», usa ritmos triples y voces sobregrabadas, incluyendo un ruido parecido a alguien golpeando un micrófono y termina con una parte hablada con efecto de desvanecimiento.

## Recepción crítica
Taraborrelli dijo: «Fue Like a Virgin el que mostró a Madonna como una intérprete más versátil y artística y la voz en este álbum es más gruesa en comparación con sus primeros trabajos en la industria musical». Michael Paoletta, de la revista Billboard, comentó que las canciones en el álbum dan lugar a un «gran momento dance-rock». Stephen Thomas Erlewine de Allmusic mencionó:

En general, el álbum entrega menos que la suma de todas sus partes — parcialmente por el hecho de que los sencillos son muy buenos, pero también porque en el primer álbum nos aturdió con estilo y con cierta alegría. Aquí, los cálculos son aparentes, y aunque eso es parte de la esencia de Madonna —incluso en ocasiones eso la hace divertida— altera el equilibrio del disco lo suficiente como para ser consistente, aun cuando fue eso lo que justificadamente la convirtió en una estrella. Similarmente, Luisa Vidales, de la estación de radio mexicana Ibero90.9, opinó que «su esencia, su alma en vinilo está dentro de Like A Virgin [...] por sonido y por imagen». Por su parte, Debby Miller de Rolling Stone prefirió su álbum debut a Like a Virgin.

El crítico musical Robert Christgau redactó que: 

[Madonna] está tan segura de sí misma que les pide a los hombres y mujeres que se enamoren de la bruja calculadora que vende esta fantasía, aún mientras busca entrar al mercado de sinceridad donde las superestrellas más antiguas llevan a cabo sus transacciones. Y para hacer la música menos mecánica, contrató a Nile Rodgers, a quien no culparé por hacerla menos pegadiza.

Sergio Ariza Lázaro, del diario digital Diario Crítico, escribió que se trataba del «disco que creó a Madonna, el icono oficial de los 80. [...] Divertido, sexy y totalmente icónico». Del portal Albumism, Justin Chadwick se refirió a él como «diseñado descaradamente para hacer que los cuerpos se muevan y dominar las listas de reproducción de las estaciones de radio. No ofrece nada demasiado cerebral; es simplemente Pop provocativo con “P” mayúscula».
Jim Farber, de Entertainment Weekly, dijo que «además de subir las apuestas de la Madonna prostituta con canciones como la del título, Virgin fue la cuna de una serie de éxitos de los años 1980 (“Dress You Up”) compuestos para trascender la era Dynasty». Alfred Soto, de Stylus Magazine, recordó la primera vez que escuchó el disco y dijo:

Muchos críticos piensan que algo similar ocurrió cuando Madonna prosiguió a su debut homónimo con Like a Virgin, timoneado por Nile Rodgers con todos los arreglos muy calculados comparados con la «pasión cruda» de su debut. Esto no tiene sentido; ignora la forma en la que Madonna fusionó las nociones de espontaneidad y cálculo. Rodgers es el colaborador ideal.

Leo Tassoni, autor de la biografía Madonna, afirmó que con el disco, demostró su desenvoltura y dominio con todo tipo de registros y materiales, y su amplia gama de posibilidades en el mundo de la música. Por otra parte, el autor Sebas E. Alonso, del sitio web español Jenesaispop, destacó a «Material Girl», «Like a Virgin», «Into the Groove» y «Dress You Up» como los mejores temas; al respecto, opinó:

Si hay algo que diferencia a Madonna de otras cantantes de éxito es el modo en el que hace de sus títulos grandes declaraciones de intenciones. No sólo canta sobre bailar y enamorarse, sino que sabe convertir cosas tan peregrinas como el orgullo capitalista («Material Girl») o el deseo de que cada encuentro sexual sea el primero («Like a Virgin») en afirmaciones rotundas e himnos pop. «Dress You Up» hace un paralelismo ultra cool entre amor y moda, y la canción de la banda sonora de Buscando a Susan desesperadamente, «Into The Groove», lo hace entre amor y música, resumiendo de nuevo en cinco minutos el sonido de los años 80.

Stephen Holden, en su reseña para el New York Times, escribió:

Con una voz fuerte que a su vez es tímida y callejera, el canto de Madonna nos remonta a la tradición de los girl-group del rock and roll que precedieron a The Beatles. Pero mientras estos grupos, desde The Shirelles a The Ronettes, alababan fielmente a los autos, peinados y poses de rebelde de sus novios, la perspectiva de Madonna es decididamente más egocentrista. En cuestiones de amor, es un comprador que compara y tiene un sentido muy audaz de su propio valor en el mercado. Las palabras «brillante y nuevo» (Shiny and new) describen no solo la forma en la que la cantante de amor-odio se siente en la canción homónima, sino también al sonido de todo el álbum.

Óscar García Blesa, de la revista española Efe Eme, sostuvo que «Madonna y Rodgers agruparon un conjunto de canciones imbatible [...] un disco redondo concebido sin ninguna humildad para la conquista del planeta y certificar de manera definitiva que lo de su primer álbum no era fruto de la casualidad». Nicolás Alvarado, de Letras Libres, lo llamó un «clásico del pop emancipador tramado en complicidad con el gurú discotequero Nile Rodgers que merecía más que los misóginos vituperios que le fueron acordados en su momento». Matt Damsker de Los Angeles Times comentó: «El vibrato de Madonna en ocasiones la hace sonar muy robótica en el disco». Lou Papineau, mientras escribía para el The Providence Journal, redactó que en Like a Virgin, Madonna prueba que es superficial, pero valiente. Sal Cinquemani, de la revista en línea Slant, le dio una reseña positiva y dijo que:

[...] aunque no es tan innovador como su debut, Like a Virgin se mantiene como uno de los artefactos pop más definitivos de la era indulgente de Reagan. La balada de tempo medio «Shoo-Bee-Doo» y la versión conmovedora de «Love Don't Live Here Anymore» de Rose Royce, probaron que Madonna podría sacar algo más que solo éxitos de novedad; mientras que la dulce «Angel» y la irresistible «Dress You Up» contribuyeron a romper su récord de más éxitos en el top cinco (dieciséis en total). La infusión retro de «Stay» y las percusiones de «Over and Over» son las gemas escondidas del álbum. Xavi Sánchez Pons, de Mondosonoro, prefirió Like a Virgin a True Blue y su álbum debut y lo llamó «excelente». Ed Stevenson de People sintió que «Madonna tiene sentido del humor, aunque está enterrado bajo muchas capas de auto-parodias y a veces es difícil de identificar... Está apoyada por el toque rítmico confiable del veterano Nile Rodgers, cuyas contribuciones ayudaron a crear una tolerable pieza de relleno».

Hugo Mistry, del Chicago Tribune, concluyó que Like a Virgin fue el despegue de Madonna, mostró su estilo camp con una serie de números dance, letras atractivas y vídeos candentes. Daniel Garrán de Los 40 opinó:

Tenía todo lo necesario para triunfar, y por eso triunfó: era innovador, políticamente incorrecto y tenía un conjunto de canciones inmejorable. La línea de bajo de «Like a virgin», los elementos new wave de «Material girl»... Todo se integraba para crear un disco lleno de temazos pop.

Gabriel Orqueda, de la revista argentina Silencio, comentó:

Si el debut la presentaba como una club kid vivísima saltando de la calle a la pista, en Like a Virgin todos los delirios de grandeza de esa maleducada se hacen realidad. [...] La presenta como una superestrella, con mayor rango musical [...] y un sonido más robusto.

Sin embargo, concluyó que:

...sacando de lado el doble golpe incomparable de «Like a Virgin» y «Material Girl», no hay mucha más carne en el disco que «Dress You Up». [...] Es difícil tomarle el peso musical a algo que fue una especie de artefacto cultural inédito.

En una reseña menos positiva, Graham Gremore de la revista Queerty dijo que tenía temas tanto «mediocres como buenos» y sonaba «un poco como una extensión de su trabajo anterior, solo que sin tantas buenas canciones». Néstor Villamor, del diario digital español The Objective, opinó que:

...fue el álbum que convirtió a Madonna en estrella internacional, pero musicalmente está muy lejos de sus mejores hazañas; el single que da título al álbum y «Material Girl» son dos de los temas más icónicos de Madonna y de la música pop en general, pero ¿alguien se acuerda de «Shoo-bee-doo»? ¿De «Pretender»? ¿De «Stay»?

Por último, el equipo de redacción de la revista inglesa Gay Times sostuvo que si bien era un «clásico», carecía de la innovación y la dirección de sus trabajos posteriores.

## Recepción comercial
Like a Virgin se terminó de grabar en abril de 1984, pero su lanzamiento se pospuso debido a las continuas ventas del álbum debut de Madonna, que se acercaban a las dos millones de copias vendidas en los Estados Unidos. El álbum ingresó en el puesto número setenta del Billboard 200 el 1 de diciembre de 1984; permaneció dentro de los diez primeros puestos durante el mes siguiente, antes de alcanzar el primer lugar el 9 de febrero de 1985, donde permaneció tres semanas. También alcanzó la décima posición de la lista Top R&B/Black Albums. Para julio de 1985, Like a Virgin se convirtió en el primer álbum de una solista en ser certificado por ventas de cinco millones de unidades en EE. UU. Finalmente, obtuvo diez discos de platino por la Recording Industry Association of America (RIAA) tras haber distribuido más de diez millones de copias. Logró alcanzar la tercera posición en la lista anual de 1985, donde Madonna fue nombrada la artista pop del año. Luego de que Nielsen SoundScan iniciara sus operaciones en 1991, el lanzamiento vendió otros 574 000 ejemplares. En Canadá, entró en el número 78 de la lista de la revista RPM, en la edición del 10 de noviembre de 1984, y alcanzó la tercera posición el 16 de febrero de 1985. Permaneció un total de 74 semanas y fue certificado con disco de diamante por la Canadian Recording Industry Association (CRIA), por haber superado la cifra de un millón de copias vendidas. Para el final de la temporada, se ubicó en la sexta posición del ranking Top 100 Albums de 1985.
En el Reino Unido, Like a Virgin entró por primera vez en la posición 74 de la UK Albums Chart, el 24 de noviembre de 1984. Sin embargo, osciló en la lista los siguientes diez meses y no fue hasta septiembre del siguiente año que logró llegar a la primera posición. Se mantuvo allí dos semanas seguidas y un total de 152 en la lista. Recibió tres discos de platino por parte de la British Phonographic Industry (BPI) tras vender más de novecientos mil ejemplares en el país. En Francia, el álbum debutó en el quinto puesto del ranking oficial el 6 de octubre de 1985 y estuvo allí por ocho semanas; la Syndicat National de l'Édition Phonographique (SNEP) le otorgó dos discos de platino por haber distribuido más de ochocientas mil unidades en el territorio. Por otro lado, en Australia, el disco debutó en el segundo lugar del Kent Music Report, y la Australian Recording Industry Association (ARIA) lo certificó siete veces platino por la venta de cuatrocientas noventa mil copias. De modo similar, en Nueva Zelanda obtuvo cinco discos de platino por la Recording Industry Association of New Zealand (RIANZ). En los demás mercados del mundo, Like a Virgin alcanzó el primer lugar de las listas en Alemania, Italia, Países Bajos y España, mientras que en Austria, Japón, Suecia y Suiza se colocó entre los primeros cinco lugares. En Europa, se convirtió en su primer álbum en liderar la lista European Top 100 Albums; llegó a la cima el 23 de noviembre de 1985 y permaneció dos semanas. En todo el mundo, ha vendido entre veintiuno a veinticinco millones de copias y es uno de los más vendidos de todos los tiempos.

## Promoción

### Sencillos
Sire Records publicó «Like a Virgin» el 6 de noviembre de 1984 como el primer sencillo del disco. Recibió reseñas positivas de los críticos contemporáneos y de su época de lanzamiento, que la han considerado una de las canciones que más definen a Madonna. Fue su primer sencillo número uno en el Billboard Hot 100 y llegó a la misma posición en las listas de Australia, Canadá y Japón, así como a los primeros diez lugares en otros países. Además, recibió un disco de oro entregado por la Recording Industry Association of America (RIAA) el 10 de enero de 1985 por la venta de un millón de copias en los Estados Unidos. Su vídeo musical mostraba a la cantante navegando por Venecia en una góndola y también caminando por un palacio, con un vestido de novia. Algunos especialistas han destacado la representación de la artista de una mujer sexualmente independiente y han comparado al hombre que aparece con una máscara de león con San Marcos y al erotismo del vídeo con la vitalidad de la ciudad en la que se filmó.
El segundo sencillo del disco, «Material Girl», se lanzó el 30 de enero de 1985. Los críticos actuales y de aquel entonces han comentado frecuentemente que esta y «Like a Virgin» son las canciones que han hecho de Madonna un ícono. Desde el punto de vista comercial, obtuvo una respuesta positiva en las listas y llegó a los cinco primeros lugares en Australia, Bélgica, Canadá, Irlanda, Japón y el Reino Unido. En el Billboard Hot 100, ocupó el segundo puesto y se convirtió en su tercer sencillo en el top cinco allí. El vídeo musical fue una imitación de la interpretación de «Diamonds Are a Girl's Best Friend» de la película Los caballeros las prefieren rubias (1953), interpretada por Marilyn Monroe. «Angel» se publicó como el tercer sencillo del disco el 10 de abril de 1985. El tema recibió reseñas variadas por parte de los críticos: algunos lo consideraron un clásico, mientras que otros opinaron que no alcanzaba el estándar de los anteriores sencillos de la cantante. «Angel» se convirtió en el quinto sencillo consecutivo de Madonna en entrar a los cinco primeros del Hot 100 y se ubicó en el primer puesto de sus listas de música dance.
El cuarto sencillo de Like a Virgin, «Into the Groove», se lanzó el 23 de julio de 1985; esta canción no se incluyó inicialmente en el álbum, pero posteriormente se añadió a las ediciones internacionales. La canción fue apreciada por los críticos contemporáneos, así como los autores, que con frecuencia la llamaron «el primer gran sencillo de Madonna». El tema fue un éxito comercial, pues llegó a la cima de las listas en Australia, Bélgica, Irlanda, Italia, Japón, los Países Bajos, Nueva Zelanda, España y el Reino Unido, donde en este último fue el primer número uno de la cantante. En algunos países como Australia y Estados Unidos, la canción solo se publicó como lado B del maxisencillo de «Angel», por lo que fue inelegible que entrara al Billboard Hot 100; aun así, logró alcanzar la primera posición del Dance Club Songs. «Dress You Up» fue lanzado como el quinto y último sencillo el 24 de julio de 1985. Los críticos reaccionaron positivamente al carácter dance pop del tema. Su recepción comercial fue positiva y se convirtió en el sexto sencillo consecutivo de Madonna en el top cinco del Hot 100. También entró en las diez primeras posiciones en Australia, Bélgica, Canadá, Irlanda, Nueva Zelanda y el Reino Unido. En Italia, «Over and Over» se lanzó como maxisencillo promocional de 12" en noviembre de 1985 y alcanzó la posición 49 de la lista oficial. «Love Don't Live Here Anymore» se publicó en Japón como sencillo promocional de 7" en marzo de 1986.

### Presentaciones en directo
Madonna interpretó en directo el primer sencillo del álbum, «Like a Virgin», en la primera edición de los MTV Video Music Awards en 1984, donde apareció en el escenario encima de un pastel de bodas gigante con un vestido de novia, el cinturón «Boy Toy» y un velo. El punto álgido de la presentación, bastante subida de tono, llegó cuando la cantante comenzó a rodar por el escenario mientras hacía movimientos sexualmente sugerentes. Esta actuación se considera una de las más emblemáticas y renombradas de la historia de MTV. El diario español El País afirmó que Madonna «no sería nadie si en 1984 no hubiera aparecido en los premios de la cadena MTV cantando “Like a Virgin”». Por su parte, la propia MTV se ha referido a esta actuación:

[...] dio a los MTV Video Music Awards una reputación aún en pie, como el hogar de los momentos más impactantes jamás vistos en una entrega de premios. No solamente consolidó su posición (mantenida por décadas) como una presencia capaz de establecer los límites en el mundo de la música popular, sino que además plantó firmemente la marca de MTV en el terreno de la cultura pop. ¡Gracias, su majestad!

El 13 de diciembre de 1984, Madonna se presentó en el programa de televisión de la BBC One Top of the Pops donde interpretó «Like a Virgin». Dieciocho años después, esta actuación fue votada como la segunda mejor de la historia del programa. Por último, el 13 de julio de 1985 interpretó «Into the Groove» durante el concierto benéfico Live Aid.

### Compilación de vídeos
Para promover el álbum y sus sencillos, la discográfica Sire, en asociación con Warner Music Video, publicó una compilación de vídeos titulada Madonna, la cual también sirvió de promoción para su álbum anterior. Fue el primer lanzamiento de la cantante en este formato y ganó el premio a videocasete más comercializado distribuido como vídeo musical por parte de la Music Business Association. También encabezó la lista de Billboard de videocasetes musicales durante el período del 13 de abril al 9 de noviembre de 1985. Jim MacCullaugh, de esa revista, atribuyó las fuertes ventas del vídeo al éxito de Like a Virgin y a la gira The Virgin Tour. Para fin de año, la compilación alcanzó el máximo puesto en la lista, por lo que Madonna se convirtió en la artista más exitosa de esa época. Promocionada por Warner Music Video como «una visión de Madonna», contenía los videoclips de los sencillos «Burning Up» y «Borderline», el entonces recién publicado «Like a Virgin» y una remezcla extendida de «Lucky Star». En este último, cuando Madonna canta Oh yeah el eco se escucha tres veces mientras que en «Like a Virgin» se omite la escena en donde el león mueve la lengua al ritmo de la canción. Estos vídeos se volvieron a publicar como parte del recopilatorio de 1990 The Immaculate Collection, con estos cambios corregidos. El material se promocionó en una fiesta que se llevó a cabo el 9 de febrero de 1985 en el club Cabaret Metro en la ciudad de Chicago. Apodada The Virgin Party, el evento atrajo alrededor de mil doscientas personas y se promocionaron los LP, casetes y CD de Madonna. Se alentó a los asistentes a vestir de blanco y, por una cuota de cinco dólares, podían ver el VHS de la compilación y el videoclip de su siguiente sencillo «Material Girl». El evento fue organizado para promover los vídeos musicales, que en ese momento no contaban con un gran mercado.

### Gira
El álbum fue promovido en The Virgin Tour, la primera gira de Madonna, con la que visitó únicamente ciudades de Estados Unidos y la de Toronto, en Canadá. Al principio hubo planes para programar fechas en Inglaterra y Japón debido al gran número de seguidores de la cantante en ambos países. Sin embargo, el calendario final no reflejó esta idea, sino que se añadieron más fechas en Estados Unidos, que se trasladaron a estadios deportivos y salas de conciertos más grandes debido a las ventas de entradas abrumadoramente fuertes. Las actuaciones de Madonna fueron descritas por Taraborrelli como «llenas de emoción». En la gira, la cantante incluyó temas de su disco debut y de Like a Virgin, y en un momento del concierto le preguntaba al público Will you marry me? —«¿Quieren casarse conmigo?»—. El vestuario de la gira incluyó coloridas chaquetas de estilo new wave para la actuación de «Holiday» y un vestido de novia blanco como en el vídeo musical de «Like a Virgin». Haciendo referencia a sus raíces de Detroit y al artista contemporáneo Michael Jackson, durante la interpretación de «Like a Virgin» cantó un fragmento de «Billie Jean» (1983).
Al final, la gira recaudó $5 millones de dólares, con Billboard reportando un total de $3.3 millones de dólares. Para el lanzamiento del VHS Madonna Live: The Virgin Tour, se filmó el concierto de Detroit; algunos escritores opinaron que era claro que «[Madonna] era una estrella de pop de buena fe en el proceso de convertirse en un ícono cultural», asimismo, Shari Benstock y Suzanne Ferriss, en su libro On fashion, afirmaron que la gira «estableció a Madonna como la figura más ardiente de la música pop». Durante una entrevista en 2009 con la revista Rolling Stone, el periodista Austin Scaggs le preguntó a la intérprete sobre sus sentimientos y emociones durante la gira, ya que era la primera vez que se presentaba en estadios; la cantante respondió:

Esa gira fue una locura, porque pasé de cantar en locales pequeños como CBGB y el Mudd Club a presentarme en estadios deportivos. Actué en un pequeño teatro en Seattle y las chicas usaban faldas colegiales, las medias por debajo de sus rodillas, guantes de encaje, rosarios, moños en el pelo y grandes pendientes. Yo decía: «¡Esto es una locura!». Después de Seattle, todos los espectáculos fueron trasladados a estadios.

## Premios y nominaciones
| Año  | Trabajo nominado                                        | Premios                                 | Categoría                   | Resultado | Ref.            |
| ---- | ------------------------------------------------------- | --------------------------------------- | --------------------------- | --------- | --------------- |
| 1985 | Like a Virgin                                           | American Music Awards                   | Álbum favorito de pop/rock  | Nominado  | [ 142 ]         |
| 1985 | Like a Virgin                                           | Premios Juno                            | Álbum internacional del año | Nominado  | [ 143 ]         |
| 1985 | «Like a Virgin»                                         | MTV Video Music Awards                  | Mejor dirección de arte     | Nominado  | [ 142 ] [ 144 ] |
| 1985 | «Like a Virgin»                                         | MTV Video Music Awards                  | Mejor coreografía           | Nominado  | [ 142 ] [ 144 ] |
| 1985 | «Like a Virgin»                                         | MTV Video Music Awards                  | Mejor cinematografía        | Nominado  | [ 142 ] [ 144 ] |
| 1985 | «Material Girl»                                         | MTV Video Music Awards                  | Mejor coreografía           | Nominado  | [ 142 ] [ 144 ] |
| 1985 | «Material Girl»                                         | MTV Video Music Awards                  | Mejor vídeo femenino        | Nominado  | [ 142 ] [ 144 ] |
| 1986 | «Dress You Up»                                          | MTV Video Music Awards                  | Mejor coreografía           | Nominado  | [ 142 ] [ 144 ] |
| 1986 | «Like a Virgin» (en vivo desde la gira The Virgin Tour) | MTV Video Music Awards                  | Mejor coreografía           | Nominado  | [ 142 ] [ 144 ] |
| 1986 | Madonna Live: The Virgin Tour                           | Billboard Music Awards                  | Top vídeo musical           | Ganador   | [ 142 ]         |
| 1990 | «Into the Groove»                                       | Billboard Music of the '80s Poll Awards | Canción dance de la década  | Ganadora  | [ 145 ]         |
| 1991 | «Like a Virgin» (del documental Madonna: Truth or Dare) | MTV Video Music Awards                  | Mejor video femenino        | Nominado  | [ 142 ] [ 144 ] |
| 1991 | «Like a Virgin» (del documental Madonna: Truth or Dare) | MTV Video Music Awards                  | Mejor coreografía           | Nominado  | [ 142 ] [ 144 ] |

## Legado
| [Like a Virgin] fue el que convirtió a la señorita Ciccone en una superestrella. Hasta este disco no llegó el bombazo de la después llamada ambición rubia. Aparte de ser todo un cúmulo de canciones comerciales que llegarían casi todas al número 1, Madonna supo levantar la polémica debido a su liberal visión del sexo y de la religión, haciendo uso de esta última para dar una imagen aún más polémica. Una mujer que más que ir a la moda... la crea. —Daniel Garrán, de Los 40 de España. |

Después del lanzamiento de Like a Virgin, Stephen Holden del periódico The New York Times comentó: 

Ningún fenómeno ilustra mejor cómo la historia de la música pop transcurre en ciclos que el éxito fulgurante de la sirena de 24 años conocida como Madonna. El mes antes de Navidad, su segundo álbum Like a Virgin vendió más de dos millones de copias. Los adolescentes hacían fila en las tiendas para comprar el álbum de la forma en que sus padres hacían fila para comprar los discos de The Beatles a finales de los años 60.

Madonna demostró que no era una cantante de un solo éxito con el lanzamiento de este segundo álbum, que vendió 12 millones de copias en todo el mundo al momento de su lanzamiento. Taraborrelli consideró que «Like a Virgin es en realidad un retrato de los misteriosos instintos para el pop de Madonna, fortalecidos por su impaciente afán de crecimiento creativo y su habilidad innata para la elaboración de un buen disco». Agregó que el éxito del álbum dejó claro cuál era su personaje real: «Era una espabilada reina del baile con el encanto sensual de Marilyn Monroe, la frialdad retraída de Marlene Dietrich y la labia cortante y protectora de una Mae West moderna». Aunque el álbum recibió reseñas variadas, Taraborrelli opinó que:

El mero hecho de que tanta gente comentara sobre el disco cuando se publicó es un testimonio de la creciente fascinación continua con Madonna... En la carrera de todo artista importante existe al menos un disco cuyo éxito de crítica y comercial se convierte en un momento mágico para el artista; para Madonna, Like a Virgin fue este momento decisivo.

Chris Smith, autor de 101 Albums That Changed Popular Music, sostuvo que con Like a Virgin Madonna fue capaz de robar la atención hacia sí misma. Afirmó su sexualidad como solo las estrellas de rock masculinas lo habían hecho hasta entonces, yendo mucho más allá de los confines del estrellato pop para convertirse en un foco de los debates a nivel nacional sobre las relaciones de poder en las áreas de sexo, raza, religión, y otros temas sociales divisivos. Sus canciones atrajeron tanto las críticas de los sectores conservadores como las imitaciones de la población femenina más joven. En conmemoración por los 35 años de su publicación, Chuck Arnold sostuvo que, aunque «[Madonna] definitivamente ha hecho mejores álbumes que Like a Virgin, entre ellos Like a Prayer y Ray of Light, su segundo LP cambió el curso de la historia del pop».
«Like a Virgin» fue la primera canción de Madonna en atraer la atención de organizaciones promotoras de la familia, que argumentaron que impulsaba el sexo sin matrimonio y combatía los valores familiares, además de mostrar a la cantante como una prostituta. Algunos moralistas indignados la calificaron como «gatita sexy» y buscaron prohibir la canción y el videoclip. Los conservadores criticaban el hecho de que empleaba símbolos religiosos y un vestido de novia en un contexto de tipo sexual. Carol Clerk, en su libro Madonnastyle, resaltó que el tema atrajo un nivel de atención sin precedentes en comparación con canciones de otras artistas. Sobre eso, comentó: «El problema principal es que la mayoría de la gente escuchaba la letra a nivel superficial y se imagina que se refería o invitaba a una iniciación sexual inocente». A la vez que un sector social estaba lleno de ira por el escándalo, otros sonreían ante la idea de una «Madonna virginal». Al respecto, la artista afirmó:

Me sorprendí por cómo reaccionó la gente ante «Like a Virgin» porque cuando la grabé, para mí, estaba cantando sobre cómo algo podía hacerme sentir de cierta manera —nueva y fresca— y todos la interpretaron como si ya no quisiera ser virgen. [...] No era para nada lo que canté. «Like a Virgin» siempre fue totalmente ambigua.

La influencia del tema fue más profunda aún en las generaciones jóvenes debido a que la personalidad de Madonna, la de una mujer indómita, no avergonzada por su sexualidad y con confianza en ella misma, caló hondo en ellas. El biógrafo Andrew Morton destacó que la mayoría de sus seguidores eran mujeres que habían sido criadas con una imagen anticuada y estereotipada sobre que las mujeres debían llegar al matrimonio vírgenes, o sobre las prostitutas, o con valores feministas que condenaban la imagen de la mujer que usa su belleza para progresar. Para William McKeen, el autor de Rock and roll is here to stay: an anthology, ella se convirtió en un modelo de actitud y moda para las chicas de aquella época. Comparó además la imagen de la artista con la de Barbie. Añadió que mezcla las ideas sobre la clase media con otras sobre la feminidad y da ejemplos sobre lo que esta palabra significa para ella, es decir, la igualdad de oportunidades. Muestra además una sexualidad agresiva, que implica que no solo es aceptable que las mujeres inicien las relaciones, sino también que las disfruten. De modo similar, Leo Tassoni declaró que:

...arrasaba entre las adolescentes, porque les transmitía un mensaje diferente al de sus padres. Las mujeres que querían triunfar y para ello trataban de seguir las pautas de conductas masculinas, veían en Madonna un modelo diferente y que les gustaba más: el de una mujer sexy que vestía muy femenina y conseguía éxito y poder.

Paloma Herce, de la revista de moda Harper's Bazaar, comentó que:

Like a Virgin dio comienzo a una nueva década en todos los aspectos culturales, no sólo en el ámbito cultural. Las adolescentes la imitaban, creó un nuevo icono en la industria musical y se convirtió, por méritos propios, en la primera estrella pop femenina.

Por otra parte, se creó un nuevo término, Madonna wannabe, para describir a los miles de chicas que copiaban el estilo de Madonna. La tienda Macy's llegó a habilitar todo un piso para la venta de ropa al estilo de la artista, como guantes cortados, brazaletes de goma y medias de encaje. Profesores universitarios, especialistas en estudios de género y grupos feministas debatieron sobre Madonna como ícono cultural y sobre su estilo posmoderno. Según Debbi Voller en la obra Madonna: The Style Book, «Like a Virgin» hizo que la cantante se considere un ícono. Fabián Muro, de El País, escribió:

Con una imagen de chica mala y liberada sexualmente y una legión de imitadoras, Madonna dio con este disco el primer paso hacia su entronización como la «Reina del pop» [...] Like a Virgin no solo convertiría a Madonna en una estrella mundial sino que también cambiaría el paisaje de la música pop y el de la cultura de masas.

De acuerdo con el canal The Biography Channel, el álbum le permitió a Madonna convertirse en «un ícono de la cultura pop».
Tras el lanzamiento de la canción «Material Girl», el título de «chica material» se convirtió en un apodo de Madonna, usado por décadas. Debido a esto, la cantante mencionó que era una de las canciones que más lamentó grabar. También dijo que si lo hubiera sabido, probablemente nunca la hubiera grabado. Tras filmar el vídeo musical, Madonna declaró que nunca buscó ser comparada con Monroe, a pesar de haber imitado a la actriz y recrear muchas de sus poses emblemáticas para varias sesiones de fotos, como para una edición de Vanity Fair de 1991. Al reflexionar el tema, la cantante le comentó a Taraborrelli:

No puedo despreciar por completo el vídeo y la canción porque ciertamente fueron importantes para mi carrera. Pero también están los medios, que se quedaron con solo una frase y malinterpretaron todo, a su vez. No compuse esa canción, como sabrás, y el vídeo era sobre cómo la chica rechazaba los diamantes y el dinero. Pero la ironía sutil debería entenderse, por Dios. Así que cuando tenga noventa, seguiré siendo la «chica material», creo que no está tan mal. Lana Turner fue la «chica del suéter» (Sweater Girl) hasta el día de su muerte.

Los académicos calificaron el uso del término material como extraño porque, de acuerdo con ellos, materialistic («materialista») es la palabra correcta. Sin embargo, eso hubiera sido entendido como problemas en la rima de la canción. Guilbert comentó que material girl designa un segundo tipo de mujer liberada, en contraposición al concepto de una chica que es tangible y accesible. Cook dijo que el significado e impacto de este término se debía más a la canción que al videoclip. Su influencia se vería después en la oposición entre diversos grupos, tales como mujeres contra hombres, gais contra heterosexuales y profesores contra adolescentes. En 1993, se hizo una conferencia en la Universidad de California en Santa Bárbara, que tuvo como título Madonna: Feminist Icon or Material Girl? La conferencia se centró en la dualidad de la solista, vista como ícono femenino y a su vez, como la «chica material» y se dedujo que no era sencillo decidir cuál de las dos se le aplicaba. Algunos feministas presentes abandonaron el lugar diciendo que no habían logrado formarse una opinión.
| La idea de que una mujer tuviera el control de su vida sexual y de su carrera era tan novedosa que Madonna se convirtió en el personaje con más impacto en el pop y en la cultura popular en años. El impacto ha perdurado: fue tan grande su influencia en la forma en que las mujeres llegaron a considerar el sexo, el amor y a sí mismas, que algunas universidades empezaron a ofrecer cursos en estudios de Madonna. Al mismo tiempo ella también ha seguido generando varios de los temas más perdurables del pop. —Caroline Sullivan, del periódico The Guardian, hablando sobre el impacto de Like a Virgin. |

El sencillo «Dress You Up» también recibió atención mediática cuando el comité estadounidense Parents Music Resource Center (PMRC) lo incluyó en la lista Filthy Fifteen (Quince indecencias) por percibir contenido sexual en su letra. La fundadora Tipper Gore oyó a su hija escuchando el tema y consideró que el verso Gonna dress you up in my love —en español: «Voy a vestirte con mi amor»— era un ejemplo de «música vulgar». El PMRC solicitó a la Recording Industry Association of America (RIAA) que proporcionara a los padres medios para identificar grabaciones de rock inapropiadas para menores – un sistema de clasificación basado en el contenido de la letra. La RIAA clasificó a «Dress You Up» como 'S', por «sexual y obscena», mientras que el PMRC como 'X'. Gore comentó: «La cultura popular está en bancarrota moral, es flagrantemente depravada y completamente materialista y Madonna es la peor representante». De acuerdo con Bruce David Forbes y H. Mahan, autores de Religion and Popular Culture in America, los seguidores de Madonna dijeron: «¿Es que los conservadores culturales no se dan cuenta de que está tratando de molestar a la gente como ustedes? Si no les gusta, no lo escuchen. ¡Dejen de vigilar mi moralidad!». Al final, la campaña de la PMRC fue exitosa y condujo a la creación de la etiqueta Parental Advisory.

## Lista de canciones
- Todas las canciones producidas por Nile Rodgers, excepto «Into the Groove», producida por Madonna y Stephen Bray.

| N.º | Título                         | Escritor(es)                     | Duración |  |
| 1.  | «Material Girl»                | Peter Brown · Robert Rans        | 4:00     |  |
| 2.  | «Angel»                        | Madonna · Bray                   | 3:56     |  |
| 3.  | «Like a Virgin»                | Tom Kelly · Billy Steinberg      | 3:38     |  |
| 4.  | «Over and Over»                | Madonna · Bray                   | 4:12     |  |
| 5.  | «Love Don't Live Here Anymore» | Miles Gregory                    | 4:47     |  |
| 6.  | «Dress You Up»                 | Andrea LaRusso · Peggy Stanziale | 4:01     |  |
| 7.  | «Shoo-Bee-Doo»                 | Madonna                          | 5:16     |  |
| 8.  | «Pretender»                    | Madonna · Bray                   | 4:30     |  |
| 9.  | «Stay»                         | Madonna · Bray                   | 4:07     |  |

| Relanzamiento (1985) |                   |                     |          |  |
| N.º                  | Título            | Escritor(es)        | Duración |  |
| 6.                   | «Into the Groove» | Madonna · Bray      | 4:43     |  |
| 7.                   | «Dress You Up»    | LaRusso · Stanziale | 4:01     |  |
| 8.                   | «Shoo-Bee-Doo»    | Madonna             | 5:16     |  |
| 9.                   | «Pretender»       | Madonna · Bray      | 4:30     |  |
| 10.                  | «Stay»            | Madonna · Bray      | 4:07     |  |

| Pistas adicionales de la versión remasterizada (2001) |                                        |                   |          |  |
| N.º                                                   | Título                                 | Escritor(es)      | Duración |  |
| 10.                                                   | «Like a Virgin» (Extended Dance Remix) | Kelly · Steinberg | 6:08     |  |
| 11.                                                   | «Material Girl» (Extended Dance Remix) | Brown · Rans      | 6:07     |  |

Notas
- «Into the Groove» solo está disponible en la reedición de 1985 en territorios fuera de Norteamérica. No está disponible en la versión de Estados Unidos y no se incluyó en la remasterización de 2001.[16]

## Créditos y personal
| Personal - Madonna: voz y coros - Bernard Edwards: bajo - Brenda King: coros - Curtis King: coros - Lenny Pickett: saxofón - Nile Rodgers: guitarra y synclavier - Robert Sabino: sintetizadores - Nathaniel S. Hardy, Jr.: sintetizadores - Frank Simms: coros - George Simms: coros - Dave Weckl: batería - Tony Thompson: batería Diseño - Jeri McManus: dirección artística y diseño - Jeffrey Kent Ayer: dirección artística y diseño - Steven Meisel: fotografía - Maripol: estilista | Producción - Madonna: producción - Stephen Bray: producción - Nile Rodgers: producción - Jason Corsaro: ingeniería de sonido - Budd Tunick: gerencia de producción - Bob Ludwig: masterización - Jimmy Bralower: programación de tambores Compañía discográfica - Sire Records: sello discográfico, propietario de los derechos de autor en EUA (1984, 1985) - Warner Bros. Records: mercadeo y distribución (todas las versiones), sello discográfico, propietario de los derechos de autor (2001) - WEA International: distribución internacional, propietario internacional de los derechos de autor (todas las versiones) |

Créditos adaptados de las notas de Like a Virgin.

## Posicionamiento en listas
| País (Lista 1984-86)                    | Posición |
| --------------------------------------- | -------- |
| Alemania (Offizielle Top 100)           | 1        |
| Australia (Kent Music Report)           | 2        |
| Austria (Ö3 Austria)                    | 3        |
| Canadá (RPM)                            | 3        |
| Canadá (The Record)                     | 3        |
| Dinamarca (Hitlisten)                   | 22       |
| España (PROMUSICAE)                     | 1        |
| Estados Unidos (Billboard 200)          | 1        |
| Estados Unidos (Top Compact Discs)      | 4        |
| Estados Unidos (Top R&B/Hip-Hop Albums) | 10       |
| Unión Europea (European Top 100 Albums) | 1        |
| Francia (SNEP)                          | 5        |
| Italia (FIMI)                           | 1        |
| Japón (Music Labo)                      | 2        |
| Noruega (VG-lista)                      | 6        |
| Nueva Zelanda (RMNZ)                    | 1        |
| Países Bajos (MegaCharts)               | 1        |
| Reino Unido (UK Albums Chart)           | 1        |
| Suecia (Sverigetopplistan)              | 3        |
| Suiza (Schweizer Hitparade)             | 3        |

| País (Lista 1985)              | Posición |
| ------------------------------ | -------- |
| Alemania (Offizielle Top 100)  | 4        |
| Nueva Zelanda (RMNZ)           | 2        |
| País (Lista 1986)              | Posición |
| Estados Unidos (Billboard 200) | 52       |

## Certificaciones
| País (Organismo certificador) | Certificaciones | Ventas  |
| ----------------------------- | --------------- | ------- |
| Alemania (BVMI)               | 3× oro          | 750 000 |
| Australia (ARIA)              | 7× platino      | 490 000 |
| Canadá (CRIA)                 | Diamante        | 1 000   |
| España (PROMUSICAE)           | Platino         | 100 000 |
| Estados Unidos (RIAA)         | Diamante        | 10 000  |
| Finlandia (IFPI Finlandia)    | Oro             | 25 000  |
| Francia (SNEP)                | 2× platino      | 800 000 |
| Hong Kong (IFPI Hong Kong)    | Platino         | 30 000  |
| Nueva Zelanda (RIANZ)         | 5× platino      | 75 000  |
| Reino Unido (BPI)             | 3× platino      | 900 000 |
| Suiza (IFPI Suiza)            | 2× platino      | 40 000  |

Nota: Las ventas totales del disco no necesariamente están reflejadas en las certificaciones. Las ventas certificadas solo representan un mínimo de las cifras requeridas por los organismos certificadores en la mayoría de los países.